# Debissonia fenestrata
Debissonia fenestrata is een mosselkreeftjessoort uit de familie van de Cytheralisonidae. De wetenschappelijke naam van de soort is voor het eerst geldig gepubliceerd in 2003 door Jellinek & Swanson.